# Dawndraco
Dawndraco (il cui nome significa "drago di Dawn") è un controverso genere estinto di pterosauro pteranodontide vissuto nel Cretaceo superiore, circa 86 milioni di anni fa (Santoniano), in quella che oggi è l'attuale Kansas, Nord America. Il genere contiene una singola specie, ossia D. kanzai, che potrebbe in realtà rappresentare un sinonimo del contemporaneo genere Geosternbergia.

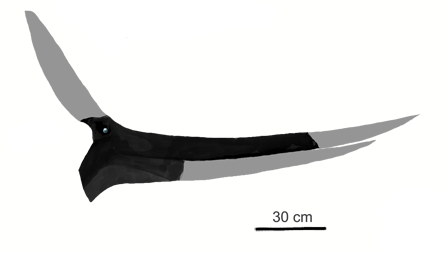
Diagramma che mostra le parti conosciute (nero) del cranio di D. kanzai

Il genere Dawndraco è stato denominato per la prima volta da Alexander W.A. Kellner, nel 2010, la cui specie tipo è D. kanzai. Il nome generico deriva dall'unione del nome della divinità "Dawn" degli Irochesi con il termine latino draco ossia "drago". Il nome specifico invece si riferisce al Kanza, tribù del Kansas.
Il Dawndraco si basa sull'olotipo UALVP 24238, composto da uno scheletro parziale, comprendente un cranio parziale e una mandibola. L'olotipo fu recuperato nel 1974, da Richard C. Fox e Allen Lindoe, nella rocce sedimentarie della parte inferiore del Smoky Hill Chalk Member, della Formazione Niobrara, in Utica, Kansas. Tali rocce risalgono alla fine del Coniaciano e all'inizio del Santoniano, circa 86 milioni di anni fa.
L'esemplare era stato in precedenza indicato come un esemplare di Pteranodon sternbergi. Tuttavia, quando Kellner nel 2010, assegnò quest'ultima specie al genere Geosternbergia, concluse che se il campione UALVP 24238 era troppo diverso per poter essere una semplice variazione individuali o un esempio di dimorfismo sessuale, decise quindi di assegnarlo ad un genere a sé stante. Una caratteristica unica dell'animale è la forma della cresta cranica che si presenta estremamente semplice e di piccole dimensioni. Un altro tratto distintivo era dato dal muso, che non si assottiglia fortemente verso la punta come in Pteranodon, mentre i margini superiore e inferiore sono quasi paralleli. Kellner sostenne inoltre che la provenienza dell'esemplare - dalle unità di roccia tra quelle degli altri olotipi di Pteranodon - sosteneva la sua interpretazione delle differenze morfologiche come di natura tassonomica, piuttosto che in relazione alla crescita o al genere. Kellner assegnò quindi 'Dawndraco' alla famiglia Pteranodontidae.
In una dettagliata descrizione dell'esemplare UALVP 24238, Martin-Silverstone et al. (2017) conclusero che il 'Dawndraco kanzai' non era un genere o una specie distinta da Pteranodon, dimostrando che le sue caratterizzazioni tassonomiche erano sospette o errate e che gli argomenti stratigrafici che servivano a distinguere ulteriormente 'Dawndraco' dagli altri pteranodontidi erano discutibili se comparati alle gamme geologiche di altre specie di Smoky Hill Chalk. Hanno quindi concluso che l'esemplare UALVP 24238 è meglio interpretabile come un giovane individuo (non pienamente osteologicamente maturo) della più grande classe (maschio) di Pteranodon sternbergi. La loro interpretazione ha riesumato lo sceptismo espresso sulla revisione di Pteranodon del 2010 da parte di altri paleontologi, molti dei quali hanno continuato ad usare le tassonomie pre-2010 quando discutevano degli pteranodonti di Smoky Hill Chalk. Nel 2014, Andres, Clark e Xu hanno dichiarato che avrebbero continuato a seguire la tassonomia pre-2010 sugli pteranodontidi e hanno indirizzato le nuove specie nominate da Kellner, inclusa Dawndraco, alle loro classificazioni originali dopo Bennett.